# Stefan Pichler (Maler)
Stefan Pichler (* 11. Dezember 1911 in Faschendorf bei Spittal an der Drau; † 1944 im Kurland), fallweise auch Stephan Pichler, war ein österreichischer Maler, der während der NS-Herrschaft aus der Wehrmacht desertierte.

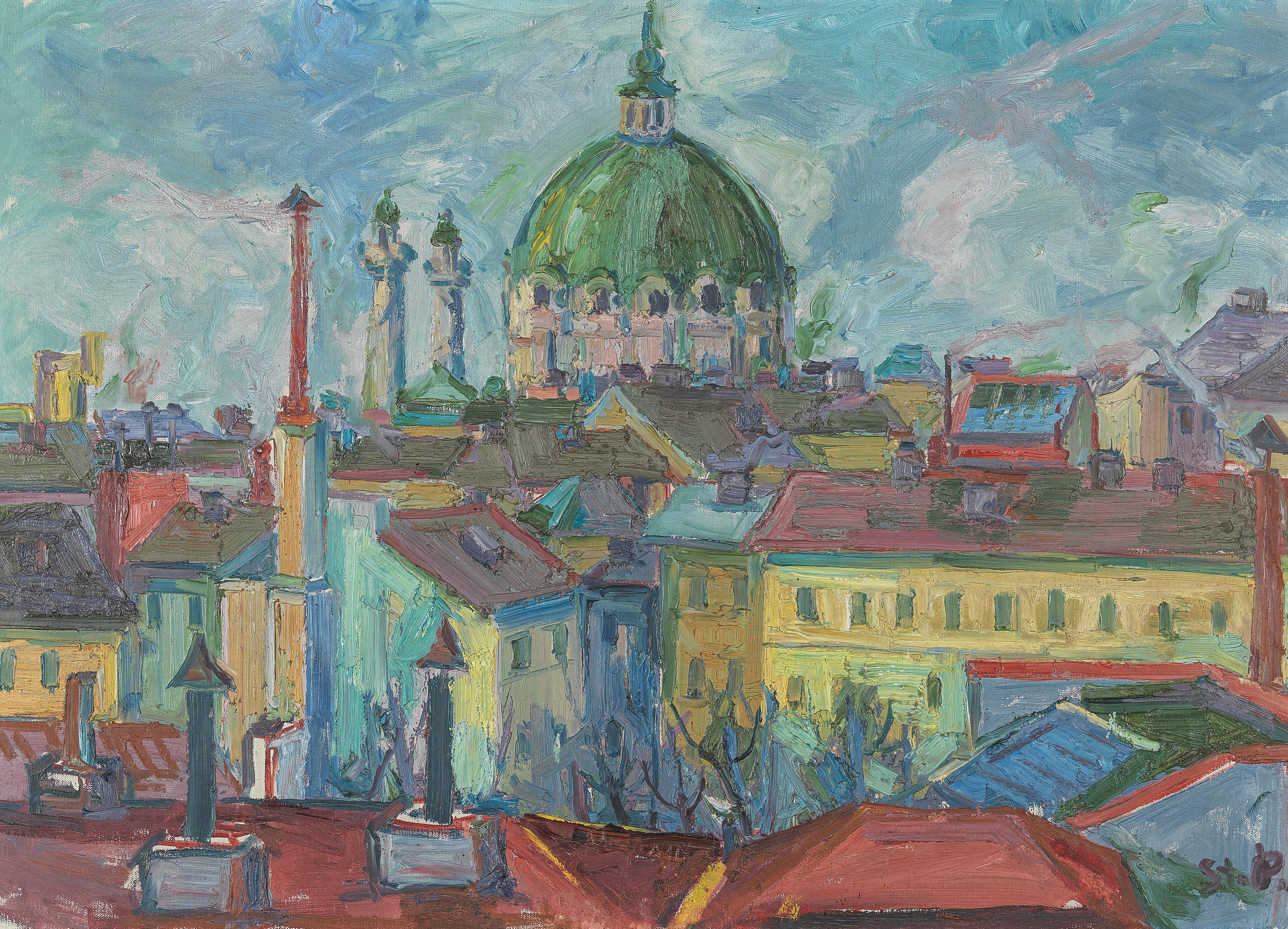
Stefan Pichler: Wien

## Leben
Über Stefan Pichler ist nur wenig bekannt. Er stammte aus Kärnten, war Schüler von Herbert Boeckl und wurde als außerordentlich begabt beschrieben.
Zumindest eine seiner Zeichnungen befand sich in der Sammlung des Industriellen Otto Brill. Sie ist jetzt in der Graphischen Sammlung Albertina in Wien.
Er wurde zum Kriegsdienst eingezogen, verweigerte 1944 als Pazifist die Rückkehr an die Front und wurde verhaftet. Er wurde in Lienz vor Gericht gestellt und sollte zum Tode verurteilt werden. Sein Lehrer Boeckl kam zur Verhandlung und intervenierte für ihn. Auch die Kulturberichterstatterin Trude Polley soll sich für ihn eingesetzt haben. Anstelle eines Todesurteils wurde er zu Frontbewährung verurteilt. Er fiel im selben Jahr.